# Sea Lake
Sea Lake – miasto w Australii, w stanie Wiktoria.